# Alston-Braunmaus
Die Alston-Braunmaus oder Kurzhaar-Braunmaus (Scotinomys teguina) ist ein in Mittelamerika vorkommendes Nagetier in der Familie der Wühler.

## Merkmale
Der Schwanz ist mit einer Länge von 46 bis 54 mm deutlich kürzer als die Kopf-Rumpf-Länge von 69 bis 80 mm, was die Art von der Chiriqui-Braunmaus (Scotinomys xerampelinus) unterscheidet, deren Schwanz nur leicht kürzer als der übrige Körper ist. Die Alston-Braunmaus hat 12 bis 15 mm lange Ohren, 15 bis 19 mm lange Hinterfüße und ein Gewicht von 10 bis 13 g. Das oberseits und unterseits schokoladenbraune Fell kennzeichnet Braunmäuse gegenüber anderen kleinen Nagetieren der Region, wie Amerikanische Zwergmäuse (Baiomys) oder eingeführte Mäuse (Mus), deren Unterseite heller ist. Dieses Nagetier hat pro Kieferhälfte einen Schneidezahn, keinen Eckzahn, einen Prämolar und drei Molaren.

## Verbreitung
Die Alston-Braunmaus bewohnt die Region zwischen dem Osten des Bundesstaates Oaxaca in Mexiko und dem Westen Panamas. Sie hält sich in Gebirgen zwischen 900 und 2900 Meter Höhe auf. Als Habitat dienen Wolken- und Nebelwälder, kühlere Wälder mit Eichen und Nadelbäumen, grasbedeckte Lichtungen, Gebüschflächen und Kaffeeanpflanzungen.

## Lebensweise
Die Exemplare sind vorwiegend am Morgen aktiv und sie halten sich gewöhnlich auf dem Boden auf. Sie fressen hauptsächlich Insekten (80 Prozent), die mit Pflanzensamen und Früchten komplettiert werden. Jedes erwachsene Tier baut ein Nest als Ruheplatz, wobei Paare mit Nachwuchs ein gemeinsames Nest nutzen.
Die 7 bis 10 Sekunden langen Rufe der Alston-Braunmaus ähneln Gesang und beinhalten Töne im Ultraschallbereich sowie Töne, die an das Zirpen von Insekten erinnern. Männchen wehren mit diesen Rufen Konkurrenten ab und versuchen die Aufmerksamkeit von Weibchen zu erlangen. Die Fortpflanzung kann vermutlich zu allen Jahreszeiten erfolgen. Nach durchschnittlich 31 Tagen Trächtigkeit werden bis zu fünf Nachkommen geboren, die danach gemeinschaftlich versorgt werden.

## Bedrohung
Insektenbekämpfungsmittel können die Tiere über die Nahrung schädigen. Laut Einschätzung der IUCN ist die Gesamtpopulation stabil. Die Alston-Braunmaus wird daher als „nicht gefährdet“ (least concern) gelistet.

## Forschungsgeschichte
Die Art wurde 1877 durch den britischen Zoologen Edward R. Alston unter der Bezeichnung Hesperomys teguina erstmals gültig beschrieben und 1913 durch Oldfield Thomas als Typusart in die neue Gattung Scotinomys gestellt.